# انقلاب هندوراس 1963
كان انقلاب هندوراس عام 1963 بمثابة استيلاء عسكري على حكومة البلاد، وقع في 3 أكتوبر 1963، قبل عشرة أيام فقط من موعد إجراء الانتخابات المقررة. حل أوسفالدو لوبيز أريلانو محل رئيس البلاد رامون فيليدا موراليس، وبدأ بذلك عهد الحكم العسكري للبلاد الذي استمر لعقدين من الزمن.
وضع فيليدا موراليس قوانين عمل تقدمية واتبع سياسة الإصلاح الزراعي الأمر الذي أثار اتهامات ضده بالتعاطف مع الشيوعيين المنتمين للأحزاب اليمينية في هندوراس والولايات المتحدة الأمريكية. كانت نية موراليس مصادرة الأراضي من شركة الفاكهة المتحدة الأمريكية التي تتاجر بالفواكه الاستوائية والموز في دول أمريكا الوسطى والجنوبية مصدرًا أساسيًا للخلاف، مع أنه لم يقدم على هذه الخطوة أبدًا. تدهورت العلاقة بين الحكام المدنيين لهندوراس وبين قادتها العسكريين منذ عام 1957، وأثارت محاولة الانقلاب في عام 1959، التي قمعها الطلاب والنقابيون من أتباع فيليدا موراليس، عداءً شديدًا تجاه المؤسسة العسكرية، وتسببت بإنشاء حرس رئاسي مستقل عن الجيش الهندوراسي. ناقش السياسيون في هندوراس بعدها فكرة إلغاء الجيش. رفعت الحملة الانتخابية موديستو روداس ألفارادو، مرشح الحزب الليبرالي لمنصب رئيس هندوراس، شعارات نزع السلاح، وكانت من المتوقع فوزه في انتخابات 13 أكتوبر 1963 لولا تدخل الجيش بصورة استباقية، وسيطرته على الحكومة الهندوراسية.

## خلفية
خلال فترة طويلة من القرن العشرين، كانت شركة الفاكهة المتحدة الأمريكية مسيطرة، إلى حد كبير، على اقتصاد هندوراس. سعى العمال، من خلال الإضراب العام الناجح في عام 1954، إلى تحصيل رواتب أعلى وساعات دوام أقل والحصول على مزايا وظيفية أفضل وتشكيل نقابات، كما طالبوا بالقيام بمجموعة من الإصلاحات زراعية.
حصل رامون فيليدا موراليس، الطبيب الإصلاحي المنتمي للحزب الهندوراسي الليبرالي، على نسبة جيدة من الأصوات في الانتخابات الرئاسية لعام 1954، لكنه ابتعد عن الأغلبية بفارق 8869 صوت فقط، ومُنع من الوصول إلى كرسي الرئاسة. حاول نائب الرئيس، خوليو دياز لوزانو، الاستيلاء على السلطة وحل المجلس التشريعي، وأعلن نفسه رئيسًا مؤقتًا للبلاد. في 7 أكتوبر 1956، أجرى خوليو دياز لوزانو انتخابات للكونجرس، قاطعها كلا الحزبين الرئيسيين في البلاد لاعتبارها غير عادلة. نتج عن هذه الانتخابات (التي حصل فيها حزب دياز على جميع مقاعد الكونغرس) استيلاء عسكري على السلطة في 21 أكتوبر. في انتخابات 22 سبتمبر 1957، فاز الحزب الليبرالي الهندوراسي بأغلبية المقاعد، وعين الكونجرس الجديد فيليدا موراليس رئيسًا لفترة رئاسية مدتها ست سنوات.

## فترة رئاسة فيليدا موراليس 1957-1963
عمل فيليدا موراليس خلال فترة رئاسته على العديد من المشاريع التقدمية، بما في ذلك تطوير البنية التحتية، وبناء المدارس، وتعديل قوانين العمل والإصلاح الزراعي. أعجبت إدارة الرئيس الأمريكي حينها، جون كينيدي، بسياسات موراليس، وفي نفس الوقت، تطورت حالة من العداء بين موارليس والمتشددين المناهضين للشيوعية (من ملاك الأراضي والمدراء التنفيذيين للمشاريع) في كل من هندوراس والولايات المتحدة على حد سواء.

### الإصلاح الزراعي

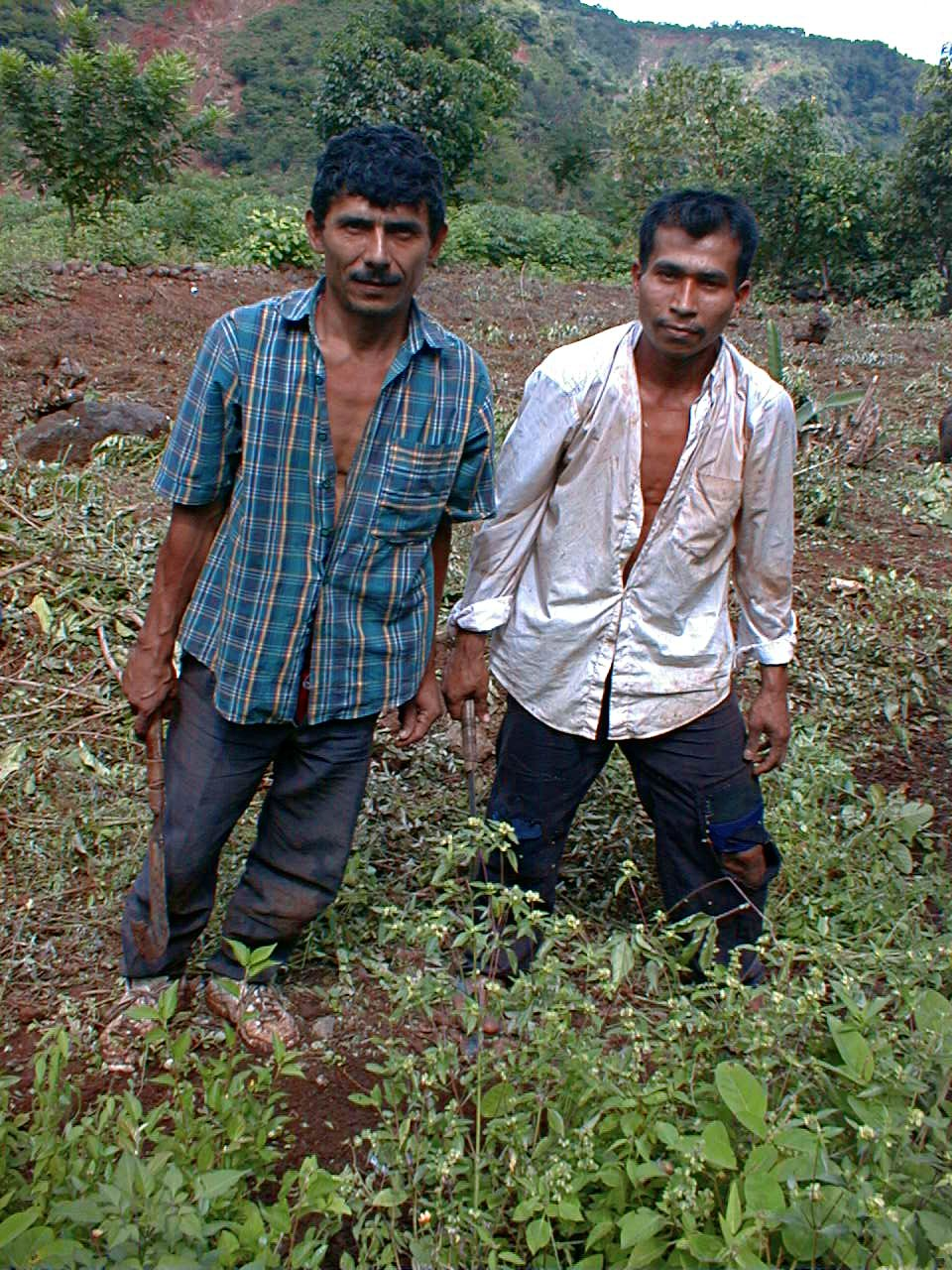
مزارعين هندوراسيين.

تصاعد التوتر على الأرض في هندوراس خلال فترة حكم موراليس، إذ أدت زيادة إنتاج الموز والقطن والقهوة والتوسع في رعي الماشية إلى نزوح عدد كبير من السكان الهندوراسيين عن أراضيهم. استخدم أصحاب العقارات الزراعية الأسلاك الشائكة لتطويق المزيد من الأراضي، ما تسببت باشتعال صراع عنيف مع الفلاحين. سعت حكومة فيليدا موراليس إلى قمع العنف من خلال القيام ببعض الإصلاحات المتسمة بالاعتدال، بما في ذلك توزيع الأراضي الوطنية، وإنشاء منظمة وطنية للفلاحين.
انضمت هندوراس، خلال فترة حكم فيليدا موراليس، إلى التحالف من أجل التقدم الذي أطلقته الولايات المتحدة الأمريكية برئاسة جون إف كينيدي. أقدم فيليدا، المتحمس لتحويل البلاد إلى الليبرالية، على الترويج لقانون الإصلاح الزراعي وزيادة مساحة الأراضي المزروعة واستعادة الأراضي المحتلة بشكل غير قانوني، وذلك بهدف التخفيف من حدة التوتر مع الفلاحين. كان من شأن القانون الجديد أن يصادر الأراضي غير المزروعة التي تمتكلها الشركات الأمريكية، بما في ذلك شركة الفاكهة المتحدة وشركة الفاكهة الموحدة.

قاوم فيليدا موراليس ضغوط السفير الأمريكي، تشارلز إف بوروز، المتعلقة بإعطاء الأولولية لمصالح الشركات الأمريكية، ولم ترضِ ممارساته القائمين على المصالح التجارية في الولايات المتحدة الأمريكية. كتب توماس سندرلاند، رئيس شركة الفاكهة المتحدة الأمريكية إلى وزير الخارجية:
تشير الأحداث التي تجري اليوم إلى أن الوضع في هندوراس يزداد خطورة مع مرور الوقت. لقد رفض المسؤولون في حكومة هندوراس إطلاعنا على مشروع القانون المقترح بعد تأكيدهم بأنهم كانوا سيعرضون علينا نسخة منه. . . . نحن بحاجة ماسة إلى تدخل وزارة الخارجية من خلال السفير الأمريكي في هندوراس للحصول على نسخة من مشروع القانون قبل فوات الأوان حتى نتمكن من اتخاذ إجراءات الدفاع عن المصالح الأمريكية في هندوراس. 
هدد مجلس الشيوخ الأمريكي بوقف المساعدات عن هندوراس في حال مصادرتها لممتلكات الشركات الأمريكية. ضغطت إدارة الرئيس الأمريكي جون كينيدي على فيليدا موراليس بشكل مباشر، ما استدعاه، بعد زيارته للبيت الأبيض في عام 1962، إلى إجراءات تغييرات جذرية في سياساته لتقويض سلطة قانون إصلاح الأراضي. بحلول شهر أكتوبر من عام 1962، أعلن مساعد وزير الخارجية الأمريكي، إدوين إم. مارتن، موافقة هندوراس على حماية مصالح شركات الموز إلا أن شركة الفاكهة المتحدة لم تكن مقتنعة بذلك، وأصرت على أن هندوراس، ومن خلال تبنيها لقانون الإصلاح الزراعي الجديد، «تسير على خطى كوبا والصين الشيوعيتين».

### سياسة معاداة الشيوعية
بهدف إثبات معاداته للشيوعية، أدان فيليدا موراليس الشيوعية في أكثر من مناسبة، وقطع علاقات بلاده الدبلوماسية مع كوبا في عام 1961. مع ذلك، نبه العديد من المسؤولين الأمريكيين إدارة بلادهم من أن حكومة فيليدا موراليس الليبرالية في هندوراس لم تكن متعصبة للشيوعية.
سعى مكتب التحقيقات الفيدرالي إلى التعرف على الشيوعيين المنتمين للحزب الليبرالي. عملت وكالة المخابرات المركزية بنشاط في هندوراس لعزل البلاد عن كوبا الثورية. يتوقع المؤرخون أن قطع فيليدا موراليس لعلاقات بلاده مع كوبا، بعد أسبوع واحد فقط من غزو خليج الخنازير، قد جاء تلبية لطلب عملاء الولايات المتحدة الأمريكية في هندوراس.
كما هو الحال في بلدان أمريكا اللاتينية الأخرى، أقامت الولايات المتحدة علاقات مع الجيش الهندوراسي. وقع البلدان اتفاقية إستراتيجية في عام 1954 تنص على تقديم الولايات المتحدة الأمريكية المساعدة العسكرية لهندوراس مقابل حصولها على حقوق اسخراج المواد داخل الأراضي الهندوراسية. أرسل الجيش ممثلين له إلى اجتماعات مجموعة وزراء الحرب في أمريكا الوسطى، المدبرة من قبل الولايات المتحدة الأمريكية والتي أصبحت فيما بعد تعرف اختصارًا ب (CONDECA(أو مجلس دفاع أمريكا الوسطى. خلال فترة حكم الرئيس فيليدا موراليس، كان ولاء الجيش الهندوراسي للولايات المتحدة أكبر من ولائه للحزب الهندوراسي الليبرالي، حتى أنه مارس ضغوطًا مستمرة على الحكومة الهندوراسية لاتباع السياسات الأمريكية.